# 盈方微
盈方微电子股份有限公司（英語：InfoTM Microelectronics Co., Ltd，深交所：000670，简称：盈方微）是一家在深圳證券交易所上市的中国技术公司，成立于2008年。主营业务为SoC芯片设计,以及面向移动互联终端、智能家居、可穿戴设备等硬件的智能处理器研發生產。2014年，盈方微借壳舜元实业，在深交所主板挂牌上市。由于盈方微2015年度财务会计报告出現問題，公司股票自2016年5月3日起被实施退市风险警示，公司股票简称变更为“*ST盈方”，涨跌幅从10%变更为5%。2018年2月14日，公司實際控制人、董事长及法定代表人陈志成因涉嫌票据诈骗罪，被甘肃省公安厅逮捕，并辭去公司董事长一職。